# Obwód Łuck Armii Krajowej
Obwód Łuck – jednostka terytorialna Związku Walki Zbrojnej, a następnie Armii Krajowej. Operowała na terenie powiatu łuckiego i nosiła kryptonim „Łan”.
Obwód Łuck wchodził wraz z Obwodem Kiwerce AK, Obwodem Horochów AK i Obwodem Włodzimierz Wołyński AK w skład Inspektoratu Rejonowego Łuck Okręgu Wołyń („Konopie”).

## Struktura organizacyjna
- Odcinek Łuck-Północ
- Odcinek Łuck-Śródmieście
- Odcinek Łuck-Krasne
- Odcinek Torczyn
- Odcinek Nieświcz